# Dinosaur
Dinosaur is een Amerikaanse computeranimatiefilm, geproduceerd door Walt Disney Pictures. De film verscheen in 2000. De dieren in de film werden computergeanimeerd, terwijl de achtergronden zijn opgebouwd uit echte beelden. De film werd gemaakt door Disney's Secret Lab, een afdeling binnen Walt Disney Pictures die inmiddels gesloten is. Het is de 39e animatiefilm van Disney.

## Verhaal
Een Iguanodon-ei wordt gestolen uit een nest en belandt op Lemur Island, een eiland waar geen dinosauriërs leven maar enkel een groep lemuren. De lemuren Plio, haar vader Yar en haar zoon Zini besluiten de dinosauriër uit het ei zelf op te voeden. Ze noemen hem Aladar.
Jaren later, wanneer Aladar volwassen is en Plio zelf al een dochter heeft, Suri genaamd, vindt er een ramp plaats. Er vallen meteorieten uit de lucht en het eiland wordt verwoest. Enkel Aladar en enkele van de lemuren overleven het incident. Samen trekken ze noodgedwongen de wereld in op zoek naar een nieuwe woonplaats. Al snel komen ze een grote kudde andere dinosauriërs tegen die hetzelfde hebben meegemaakt. Ze worden geleid door de Iguanodon Kron en diens luitenant Bruton. Andere leden zijn de oudere Brachiosaurus Baylene, Styracosaurus Eema, de Ankylosaurus Url, en Krons zus Neera.
De groep trotseert vele moeilijkheden en gevaren waaronder voedseltekort en aanvallen door Velociraptors en later Carnotaurussen. Tijdens een aanval offert Bruton zich op zodat de rest kan vluchten. Aladar ontdekt uiteindelijk een weg naar een vallei die geschikt zou zijn voor de groep om te wonen. Kron denkt dat de vallei alleen bereikbaar is door over een steile wand te klimmen, maar Aladar weet dat er een ingang is door een tunnelcomplex. Kron weigert naar Aladars advies te luisteren. Wanneer er weer een Carnotaurus aanvalt gaat de rest van de groep uiteindelijk met Aladar mee. Alleen Kron blijft koppig achter, klimt op de wand en wordt door de Carnotaurus opgemerkt. Kron probeert terug te vechten, maar wordt in zijn rug gebeten en tegen een rots gegooid. Hierbij raakt hij zwaargewond. Aladar en Neera slagen er in de Carnotaurus in een afgrond te duwen, maar zijn te laat om Kron te redden. Hij blijkt te zijn gestorven aan zijn verwondingen.
Aladar, Neera en de rest van de groep belanden veilig in de vallei.

## Stemmen
| Acteur             | Personage | Nederlandse stem |
| ------------------ | --------- | ---------------- |
| D.B. Sweeney       | Aladar    | Tony Neef        |
| Alfre Woodard      | Plio      | Lasca ten Kate   |
| Ossie Davis        | Yar       | Edmond Classen   |
| Max Casella        | Zini      | Dieter Jansen    |
| Hayden Panettiere  | Suri      | Merel Burmeister |
| Samuel E. Wright   | Kron      | Pim Koopman      |
| Julianna Margulies | Neera     | Ingeborg Wieten  |
| Peter Siragusa     | Bruton    | Hans Hoekman     |
| Joan Plowright     | Baylene   | Elsje Scherjon   |
| Della Reese        | Eema      | Nelly Frijda     |

Overige Nederlandse stemmen: Kirsten Fennis, Robert Hilhorst en Just Meijer
Regie Nederland: Marty de Bruijn
Nederlandse vertaling: Hanneke van Bogget.

## Achtergrond

### Productie
Het verhaal in Dinosaur vertoont sterke gelijkenissen met dat van de tekenfilm Platvoet en zijn vriendjes, die in 1988 werd uitgebracht door voormalig Disneymedewerker Don Bluth. In een poging Dinosaur meer afstand te laten nemen van Bluths film werd aanvankelijk besloten de karakters geen dialogen te geven, maar Michael Eisner was tegen dit plan omdat zonder dialogen de film volgens hem geen succes zou worden.
Voor de achtergronden in de film is gebruikgemaakt van foto's van zeer groot formaat, die gemaakt zijn op Hawaï en Tahiti. Dinosaur was de duurste film van 2000, met een budget van 130 miljoen dollar.
Feitelijk gezien bestonden er geen lemuren in de tijd dat de film zich afspeelt. Daarnaast zijn veel dinosauriërs in de film of veel groter geanimeerd dan ze daadwerkelijk waren (bijvoorbeeld de Ankylosaurus), of kleiner.
Zangeres Kate Bush zou een lied voor de film hebben opgenomen, maar het is niet in de geluidsband verwerkt, volgens Disney omdat een testpubliek het nummer afkeurde.
The Countdown to Extinction, een attractie in het Disney-pretpark Disney's Animal Kingdom, werd vlak voor de film uitkwam verbouwd tot de Dinosaur-attractie, geheel in stijl van de film.

### Ontvangst
De film bracht wereldwijd $354.248.063 op.
Reacties van critici waren over het algemeen goed. Op Rotten Tomatoes scoort de film 64% aan goede beoordelingen.

## Prijzen en nominaties
Dinosaur werd genomineerd voor 22 filmprijzen, waaronder vijf Annie Awards en twee Saturn Awards. Vier van deze nominaties werden verzilverd:
- Een Golden Satellite Award voor beste geluid.
- Een ASCAP Award voor James Newton Howard.
- Een Bogey Award in Silver.
- Een Golden Screen.